# Jordi Xuclà
Jordi Xuclà i Costa, né le 13 mai 1973 à Olot, est un avocat et homme politique espagnol de Catalogne, membre de Convergence démocratique de Catalogne (CDC).
Il est élu député de la circonscription de Gérone lors des élections générales de mars 2004.

## Biographie

### Vie privée
Marié, il est père de feux filles.

### Formation et profession
Diplômé en droit en 1996, Jordi Xuclà est avocat et professeur associé de droit administratif à l'université de Gérone.

### Activités politiques
Il est membre de CDC depuis 1989 et secrétaire général, de 1998 à 2000, puis président, jusqu'en 2002, des Jeunes nationalistes de Catalogne, l'organisation de jeunesse de CDC. 
Lors des Élections générales espagnoles de 2000, il est élu sénateur pour la province de Gérone. Après quatre ans au Sénat, il est élu député aux Cortes lors des élections générales de 2004, puis réélu en 2008, 2011 et 2015. 
Membre suppléant de la délégation espagnole à l'Assemblée parlementaire du Conseil de l'Europe. Il est un membre du groupe parlementaire ALDE (l'Alliance des démocrates et des libéraux pour l'Europe). Il a servi comme  président du Groupe de 2014 à 2017.